# Jeppe Bruus Christensen

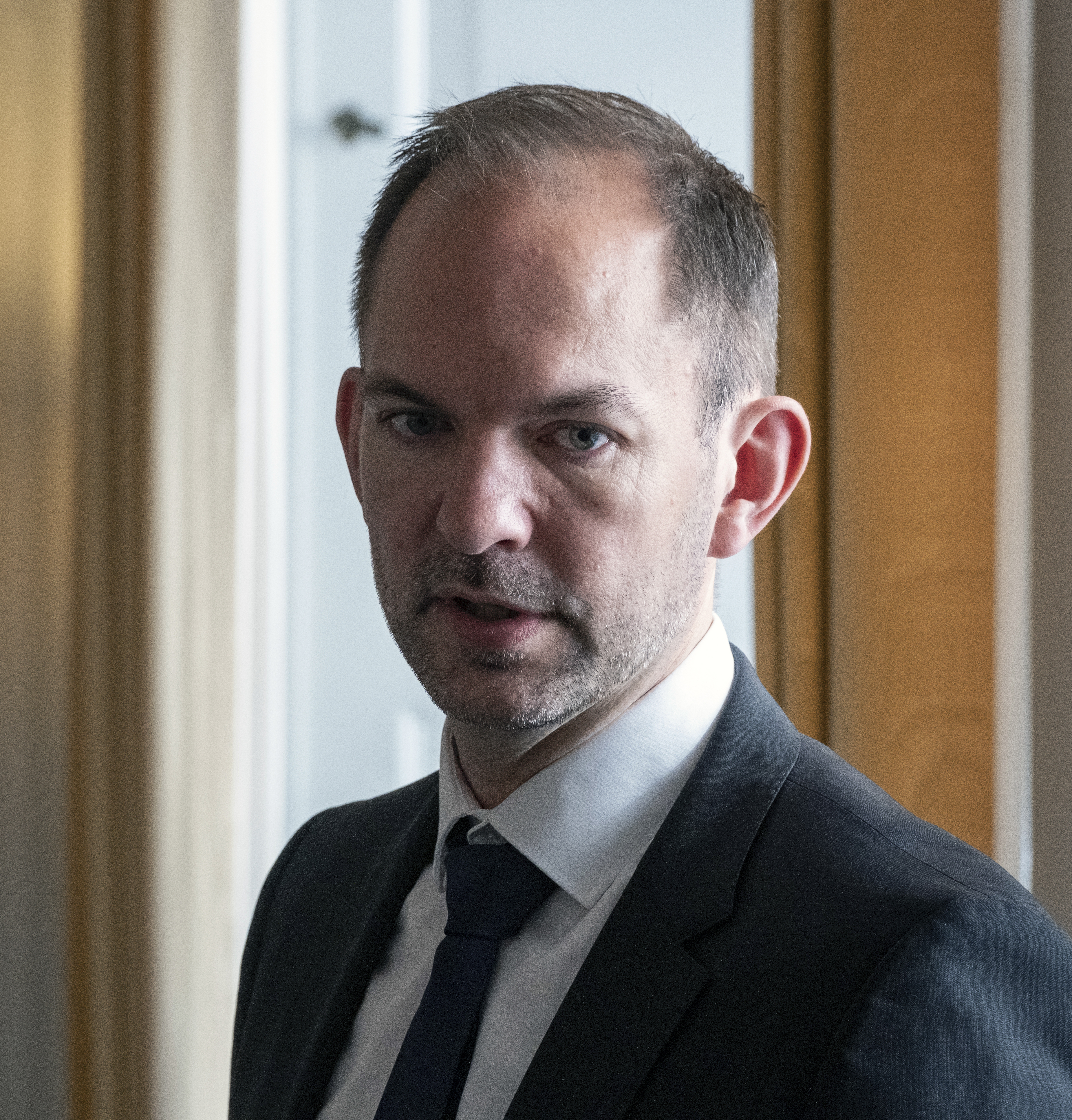
Jeppe Bruus Christensen, 2023

Jeppe Bruus Christensen (* 20. April 1978 in Tølløse) ist ein dänischer Politiker der Socialdemokraterne und derzeitiger Minister für Grøn Trepart des Königreichs Dänemark.

## Leben
Von 1995 bis 1996 besuchte er die Kennedy High School in Iowa. 1996 bis 1998 besuchte er das Stenhus Gymnasium og HF in Holbæk. 1999 bis 2007 studierte er mit dem Abschluss als Cand.scient.pol. Universität Kopenhagen.
Als Folketingsabgeordneter war er Mitglied der Ausschüsse für Auswärtiges, Steuern, Ausbildung und Beschäftigung. Zudem war er Sprecher seiner Fraktion für Ausbildung und Forschung, Sozialdumping, Steuern und Recht. 2014 war Christensen Vorsitzender der dänischen Delegation für den Europarat. 2019 bis 2022 hatte er die Position eines Vizevorsitzenden des Ausschusses für Geheimdienste inne. 2019 bis 2021 war er Vorsitzender des Transportausschusses. 2020 bis 2022 war Christensen Vorsitzender des Unterausschusses des Geschäftsordnungsausschusses und zudem 2021 bis 2022 Vizevorsitzender des Forschungsausschusses.
Am 4. Februar 2022 wurde er im Kabinett Frederiksen I zum Steuerminister ernannt. Diesen Posten behielt er auch im darauf folgenden Kabinett Frederiksen II. Im August 2024 übernahm Bruus Christiansen im Rahmen einer Kabinettsumbildung die Leitung des neugeschaffenen Ministeriums für Grøn Trepart.